# 노바야제믈랴 제도

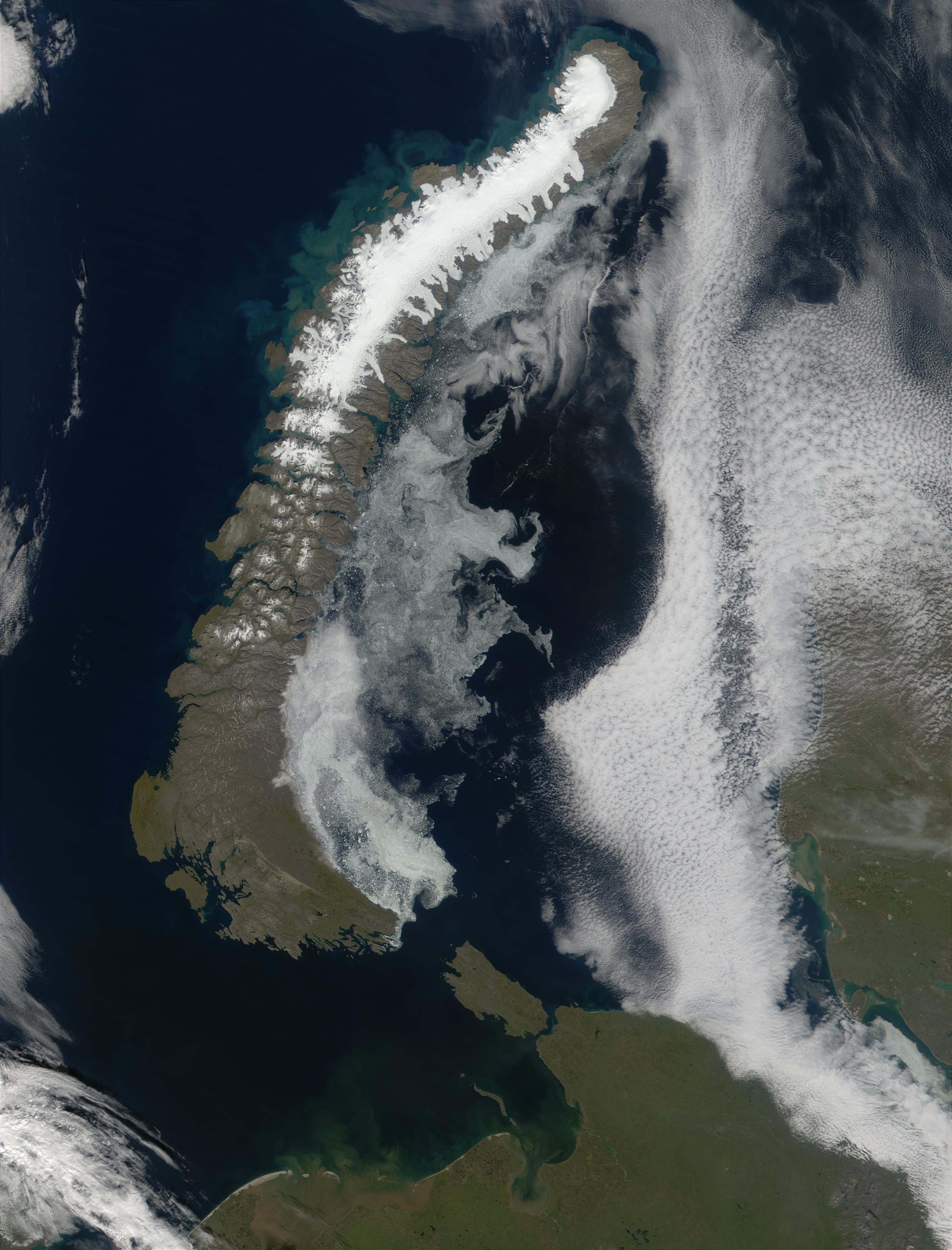
노바야젬라 섬의 위성 사진

노바야제믈랴 제도(러시아어: Но́вая Земля́)은 러시아 북부 북극해상에 위치한 군도이다. 우랄 산맥이 북쪽으로 연장되어 북극해에 고개를 내밀면서 생긴 섬이며 섬의 최고점은 1547m이다. Новая Земля는 새로운 땅이라는 의미고, 서방에는 네덜란드어 이름인 노바 젬블라(Nova Zembla)로도 많이 알려져 있다. 행정구역상으론 아르한겔스크주에 속해 있다. 얼핏 보면 한 섬처럼 보이나 중간이 마토치킨 해협(Ма́точкин Шар)으로 나뉘어 있다. 북섬의 면적은 50,200km²이며 남쪽 섬은 38,800km² 가량으로 주위의 자잘한 섬들을 합치면 노바야젬랴군도의 총 면적은 90,650km²로 러시아에서 가장 큰 군도를 이룬다. 전체 면적으로 보자면 남한과 비슷비슷한 크기의 큰 섬들의 집합이다. 인구는 2,429명으로 인구의 대부분은 섬 남서부의 마을인 벨루시야 구바(Белушья Губа)에 거주한다.

## 역사
원래는 네네츠인 100여 명이 살던 곳이었으며, 11세기엔 이미 러시아에서 알려져 있었다. 서유럽에서 이 군도의 존재가 알려진 것은 1553년 영국의 북극 탐험가 휴 윌로비(Hugh Willoughby)가 발견한 것이 최초로, 본격적인 탐험이 이뤄진 것은 1594년 기존 항로 대신 인도에 도달하기 위한 동북항로 개척의 일환으로 네덜란드의 탐험가 빌럼 바렌츠(Willem Barentsz)가 세차례 탐사에 나서면서였다. 마지막인 세번째 탐사에서 바렌츠는 사망하고 북섬에 묻히게 되지만, 동북항로로 인도에 향할 수 없다는 것을 증명하게 되며 탐험사에는 큰 업적을 남기게 되었다. 이로 인해 후세 사람들이 빌럼 바렌츠를 기려 노바야 제믈랴, 스발바르 제도, 콜라 반도 일대의 바다 무름 해를 재명명한 것이 바렌츠 해이며, 또한 스발바르 제도에서 두 번째로 큰 마을 이름도 이 사람의 이름을 딴 바렌츠부르크이다. 1870년 영구적인 정착지가 만들어졌으며, 처음엔 말례 카르마쿨리가 중심지였으나 1924년 벨루시야 구바로 옮겨졌다.
냉전 중인 1954년 6월 소련은 노바야 제믈랴를 핵 실험장으로 삼기로 결정하였고, 차르 봄바를 비롯한 여러 핵실험이 이곳에서 진행되었다. 현재까지 약 224회 정도의 핵 실험이 이루어진 것으로 알려져 있다. 방사능 오염이 상당히 심각하다는 흔적이 있다. 이 때문에 노바야 제믈라에서는 벨루시야 구바(Белушья Губа) 북쪽은 사람이 살기 힘들 정도로 방사능에 오염되어 있다.

## 위치
전체 면적은 90,650 km2으로, 북섬인 세베르니 섬은 48,904 km2, 남섬인 유즈니 섬은 33,275 km2이다. 두 섬은 좁은 마토치킨 해협으로 나뉘어 있다.
우랄산맥의 연장선 상에 남북으로 1,000 km가량 뻗어 있으며, 동쪽은 카라해, 서쪽은 바렌츠해에 면해 있다.

## 지리
유즈니섬은 툰드라로, 북극여우 ·나그네쥐 ·순록 등이 산다. 북쪽에 있는 세베르니섬의 50%는 빙하로 뒤덮여 있고 피오르드가 발달해 있다.

## 기후
여름에는 5 ∼ 6°C 내외, 겨울은 －20°C 내외이다. 강수량은 약 200mm로 주로 눈이다.
| Malye Karmakuly, Novaya Zemlya의 기후 | Malye Karmakuly, Novaya Zemlya의 기후 | Malye Karmakuly, Novaya Zemlya의 기후 | Malye Karmakuly, Novaya Zemlya의 기후 | Malye Karmakuly, Novaya Zemlya의 기후 | Malye Karmakuly, Novaya Zemlya의 기후 | Malye Karmakuly, Novaya Zemlya의 기후 | Malye Karmakuly, Novaya Zemlya의 기후 | Malye Karmakuly, Novaya Zemlya의 기후 | Malye Karmakuly, Novaya Zemlya의 기후 | Malye Karmakuly, Novaya Zemlya의 기후 | Malye Karmakuly, Novaya Zemlya의 기후 | Malye Karmakuly, Novaya Zemlya의 기후 | Malye Karmakuly, Novaya Zemlya의 기후 |
| 월                                    | 1월                                   | 2월                                   | 3월                                   | 4월                                   | 5월                                   | 6월                                   | 7월                                   | 8월                                   | 9월                                   | 10월                                  | 11월                                  | 12월                                  | 연간                                  |
| ------------------------------------- | ------------------------------------- | ------------------------------------- | ------------------------------------- | ------------------------------------- | ------------------------------------- | ------------------------------------- | ------------------------------------- | ------------------------------------- | ------------------------------------- | ------------------------------------- | ------------------------------------- | ------------------------------------- | ------------------------------------- |
| 역대 최고 기온 °C (°F)                | 2.6 (36.7)                            | 1.7 (35.1)                            | 2.0 (35.6)                            | 7.8 (46.0)                            | 17.6 (63.7)                           | 22.2 (72.0)                           | 28.3 (82.9)                           | 23.8 (74.8)                           | 16.5 (61.7)                           | 9.7 (49.5)                            | 4.5 (40.1)                            | 2.5 (36.5)                            | 28.3 (82.9)                           |
| 일평균 최고 기온 °C (°F)              | −10.9 (12.4)                          | −11.5 (11.3)                          | −9.1 (15.6)                           | −6.7 (19.9)                           | −1.4 (29.5)                           | 4.9 (40.8)                            | 10.3 (50.5)                           | 9.0 (48.2)                            | 5.5 (41.9)                            | −0.1 (31.8)                           | −4.8 (23.4)                           | −8.1 (17.4)                           | −1.9 (28.6)                           |
| 일일 평균 기온 °C (°F)                | −14.1 (6.6)                           | −14.7 (5.5)                           | −12.2 (10.0)                          | −9.9 (14.2)                           | −3.7 (25.3)                           | 2.5 (36.5)                            | 7.3 (45.1)                            | 6.8 (44.2)                            | 3.7 (38.7)                            | −1.8 (28.8)                           | −7.1 (19.2)                           | −11.1 (12.0)                          | −4.5 (23.9)                           |
| 일평균 최저 기온 °C (°F)              | −17.3 (0.9)                           | −17.9 (−0.2)                          | −15.2 (4.6)                           | −13.0 (8.6)                           | −5.8 (21.6)                           | 0.7 (33.3)                            | 5.1 (41.2)                            | 4.9 (40.8)                            | 2.1 (35.8)                            | −4.0 (24.8)                           | −9.9 (14.2)                           | −14.1 (6.6)                           | −7.0 (19.4)                           |
| 역대 최저 기온 °C (°F)                | −36.0 (−32.8)                         | −37.4 (−35.3)                         | −40.0 (−40.0)                         | −29.9 (−21.8)                         | −25.9 (−14.6)                         | −9.6 (14.7)                           | −2.8 (27.0)                           | −1.7 (28.9)                           | −9.9 (14.2)                           | −21.1 (−6.0)                          | −29.1 (−20.4)                         | −36.2 (−33.2)                         | −40.0 (−40.0)                         |
| 평균 강수량 mm (인치)                 | 30 (1.2)                              | 26 (1.0)                              | 24 (0.9)                              | 20 (0.8)                              | 15 (0.6)                              | 23 (0.9)                              | 36 (1.4)                              | 31 (1.2)                              | 39 (1.5)                              | 35 (1.4)                              | 24 (0.9)                              | 33 (1.3)                              | 336 (13.2)                            |
| 평균 강우일수                         | 1                                     | 1                                     | 1                                     | 1                                     | 3                                     | 10                                    | 15                                    | 17                                    | 19                                    | 9                                     | 3                                     | 2                                     | 82                                    |
| 평균 강설일수                         | 18                                    | 18                                    | 19                                    | 17                                    | 17                                    | 10                                    | 1                                     | 1                                     | 6                                     | 17                                    | 19                                    | 20                                    | 163                                   |
| 평균 상대 습도 (%)                    | 78                                    | 77                                    | 77                                    | 76                                    | 78                                    | 81                                    | 83                                    | 83                                    | 85                                    | 82                                    | 79                                    | 78                                    | 80                                    |
| 평균 월간 일조시간                    | 0                                     | 25                                    | 107                                   | 215                                   | 189                                   | 173                                   | 229                                   | 143                                   | 73                                    | 40                                    | 3                                     | 0                                     | 1,197                                 |
| 출처 1: Pogoda.ru.net                 |                                       |                                       |                                       |                                       |                                       |                                       |                                       |                                       |                                       |                                       |                                       |                                       |                                       |
| 출처 2: NOAA (sun 1961–1990)          |                                       |                                       |                                       |                                       |                                       |                                       |                                       |                                       |                                       |                                       |                                       |                                       |                                       |

## 주민
세베르니 섬은 빙하라서 사람이 거의 살지 않고, 유즈니 섬에 네네츠인과 러시아인이 주로 거주한다(약 400명). 이곳 주민의 인종은 대부분 게르만계 또는 코카서스인으로 구성되어 있다.
| 연도                              | 인구  | ±%      |
| --------------------------------- | ----- | ------- |
| 1911                              | 108   | —       |
| 1936                              | 390   | +261.1% |
| 1955                              | 536   | +37.4%  |
| 2002                              | 2,716 | +406.7% |
| 2010                              | 2,429 | −10.6%  |
| 2021                              | 2,302 | −5.2%   |
| Source: Census data and estimates |       |         |

## 같이 보기
- 러시아의 섬 목록
- 차르 봄바